# 2004 في فلسطين
شهد عام 2004 في فلسطين احداثا كثيرة أبرزها وفاة ياسر عرفات رئيس السلطة الوطنية الفلسطينية واغتيال إسرائيل لمؤسس حماس أحمد ياسين وعبد العزيز الرنتيسي والبدء في بناء الجدار العازل في الضفة الغربية.

## أبرز الاحداث
- 12 يناير - تجمع أكثر من 100,000 شخص في تل أبيب للاحتجاج ضد رئيس الوزراء ارييل شارون بسبب خطة اللانسحاب من قطاع غزة وأجزاء من الضفة الغربية [1]
- 26 يناير - القيادي في حركة حماس عبد العزيز الرنتيسي يقدم هدنة عشر سنوات إذا انسحبت إسرائيل من الأراضي المحتلة منذ عام 1967 والاعتراف بدولة عليها وإسرائيل ترفض عرض الهدنة.
- 30 يناير - الشيخ أحمد ياسين، زعيم حماس، يعلن أن حركته تبذل جهدا شاملة لخطف جنود إسرائيليين لاستخدامهم كورقة مساومة لاطلاق سراح الاسرى في السجون الإسرائيلية، وذلك في أعقاب تبادل الأسرى الأخيرة بين إسرائيل وحزب الله التي تم تبادل رفات ثلاثة جنود إسرائيليين ورجل أعمال لأكثر من 400 سجين في 29 يناير، 2004.
- 2 فبراير - رئيس وزراء إسرائيل ارييل شارون يعلن لصحيفة هآرتس أنه يخطط لتفكيك 17 مستوطنة إسرائيلية في قطاع غزة.
- 18الى 23 مايو - إسرائيل تشن هجوما كبيرا في مدينة رفح في قطاع غزة. وكان هدف الجيش الإسرائيلي المعلن تدمير البنية التحتية لما سمته الجماعات الارهابية
- 30 يونيو - المحكمة العليا الإسرائيلية تصدر حكم يعتبر 30 كيلومترا من خطط إسرائيلي لبناء العازل في الضفة الغربية في شرق القدس ينتهك الحقوق القانونية للسكان الفلسطينين في حد لا تبرره مخاوف أمنية، وبالتالي يجب تغييرها.[2]
- 7 سبتمبر - مقتل 15 عنصرا من حماس بعد هجوم للطيران الإسرائيلي على معسكر للتدريب في غزة.

## وفيات
- 22 مارس - اغتيال أحمد ياسين مؤسس حركة حماس
- 17 ابريل - اغتيال عبد العزيز الرنتيسي
- 11 نوفمبر - وفاة ياسر عرفات رئيس السلطة الوطنية الفلسطينية